# Universidad de Santiago de Compostela
La Universidad de Santiago de Compostela (USC; en gallego y oficialmente, Universidade de Santiago de Compostela) es una universidad pública con sede en Santiago de Compostela, Galicia (España), y campus en dicha ciudad y Lugo.
Fue fundada en 1495 por Lope Gómez de Marzoa y es, con sus más de 500 años, la universidad de más larga tradición de Galicia, y una de las más antiguas del mundo.
Ya desde sus inicios, la Universidad gozó de un importante impulso cultural y económico bajo el arzobispado de Alonso III de Fonseca, hombre culto, mecenas y amigo de Erasmo de Róterdam. Así, desde principios del siglo XVI, la Universidad contará con varios Colegios Universitarios donde se impartirán estudios de Teología, Gramática y Arte, oferta formativa que se verá pronto completada con las carreras de Derecho y Medicina.
La USC tendrá gran importancia durante el período de la Ilustración, por lo que el rey Carlos III distinguirá a esta Universidad con el título de Real y añadirá el símbolo de la Corona que, junto con las armas de Castilla, León y Galicia, y los emblemas de los fundadores de la institución, conforman el blasón de la Universidad. Poco después, los estudiantes dieron ejemplo de patriotismo formando el famoso Batallón Literario que combatió contra los franceses durante la Guerra de Independencia Española.
En el siglo XX se produjo un espectacular crecimiento en el número de estudiantes y titulaciones ofertadas, por lo que surgen nuevas facultades y campus universitarios, creándose además dos nuevas instituciones (la Universidad de Vigo y la Universidad de La Coruña) que complementarán la oferta educativa de la Universidad capitolina.
Actualmente la Universidad está finalizando la adaptación al EEES y oferta una gran cantidad de títulos de grado, máster y doctorado de todas las áreas de conocimiento.
En el año 2009 la USC ha sido reconocida por su proyecto Campus Vida como Campus de Excelencia Internacional por el Ministerio de Educación, distinción que la sitúa entre las 9 mejores universidades del país. El objetivo de la universidad a corto plazo es convertirse en uno de los 100 mejores campus biosanitarios de la Unión Europea.
La biblioteca de la Universidad de Santiago de Compostela, con 1 227 796 volúmenes, es la quinta biblioteca universitaria más grande de España tras la biblioteca de la Universidad Complutense de Madrid y las bibliotecas de la Universidad de Barcelona, la Universidad de Sevilla y la Universidad de Valencia. Por otro lado, cuenta con un repostiorio en línea, donde se pueden consultar libros, revistas, Trabajos de Fin de Grado (TFG), Trabajos de Fin de Máster (TFM), tesis... Y PreLo una plataforma de préstamo de libros en línea, que funciona igual que una biblioteca física pero con documentos en formato PDF y ebook.

## Historia

### Fundación y primeros años
El primer germen de la Universidad de Santiago está vinculado a la acción personal de un notario compostelano llamado Lope Gómez de Marzoa, que crea en 1495, con el apoyo del abad de San Martín Pinario, una escuela para pobres conocida como Estudio de Gramática, instalada en unas dependencias del monasterio de San Pelayo de Antealtares. Desde ese momento, se abre un período de incertidumbre fundamentado en la escasez de recursos. En el año 1504, accede a esta institución educativa la familia Diego de Muros. Este religioso consigue que el Papa Julio II conceda una bula que permite la realización de estudios superiores en el Estudio Viejo o de Gramática.

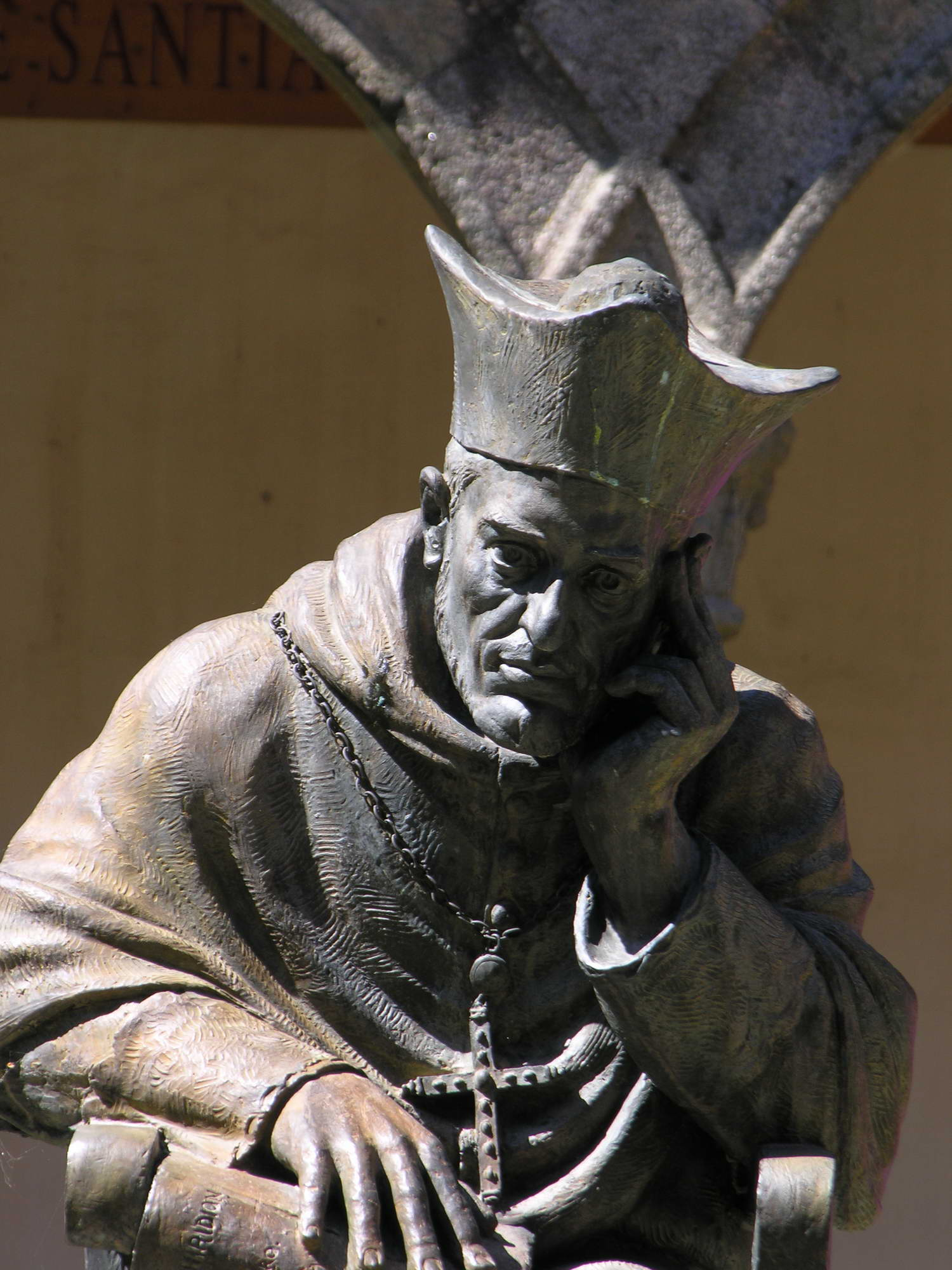
Alonso III de Fonseca.

El período en el que la Universidad consigue su desarrollo definitivo viene definido por la figura de Alonso III de Fonseca, que fue nombrado arzobispo de Santiago en 1507 heredando el título de su padre Alonso II. Alonso de Fonseca está considerado como una persona extremadamente culta, un hombre del Renacimiento, mecenas de numerosos artistas y sabios del momento, que con frecuencia había mantenido contacto con pensadores como Erasmo de Róterdam.
De esta época data la compra para la Universidad del antiguo Hospital de Peregrinos con el fin de transformarlo en el colegio universitario. Se construye el de Santiago Alfeo, hoy denominado colegio de Fonseca, epicentro de la vida universitaria hasta la segunda mitad del siglo XVIII. A finales del siglo XVI y principios del XVII se crean el colegio de San Patricio o de los irlandeses y el de San Clemente, y a mediados de siglo se traslada el de San Xerome a su actual localización.
Estos colegios, de forma distinta a lo que sucede hoy en día, aglutinaban todos los estudios en un mismo edificio, donde también se residía en régimen de internado. En aquella época la oferta formativa estaba configurada por la teología, la gramática y las artes, disciplinas que más tarde se completarían con el estudio de las Leyes y la Medicina, con atención casi exclusiva, en el caso de las Leyes, al derecho eclesiástico, y preocupados por la salud del alma más que por el cuidado del cuerpo, en el caso de la Medicina.

### La Universidad Ilustrada
El siglo XVIII trae consigo una transformación profunda en la Universidad de Santiago de Compostela. La dinámica centralizadora a la que se veían sometidas las instituciones en esta época contribuye a que la Universidad pierda cierta autonomía. Fue en aquel momento cuando Carlos III concede la condición de regia a la USC, añadiendo a su distintivo la corona real que, sobre las armas de Castilla, León y Galicia, y junto a los emblemas heráldicos de sus fundadores más destacados, se integra en el escudo.
Tras la expulsión de los jesuitas, ordenada por Carlos III, este concede a la Universidad los terrenos y edificios que esta orden religiosa poseía en Santiago, pasando a constituir el centro de la nueva universidad ilustrada. De inmediato se realiza un nuevo plan de estudios que recupera disciplinas cedidas a ciertas congregaciones religiosas, crea grados académicos e introduce nuevas enseñanzas prácticas y científicas, como Física experimental o Química.

### La USC en la actualidad
La llegada del siglo XX trae a la Universidad de Santiago una nueva generación de intelectuales, futuros protagonistas de buena parte del resurgir cultural de Galicia en aquella época. Paralelamente, las distintas corrientes de pensamiento en los diferentes campos científicos encuentran en la USC acogida e impulso, lo que propicia el acercamiento a la USC de figuras clave en los distintos ámbitos de la ciencia. En este período, la USC experimenta un significativo aumento de su número de alumnos así como de las carreras ofertadas, con la consiguiente dotación de infraestructuras. De este modo, se finaliza la ampliación del edificio de la Universidad, la actual Facultad de Geografía e Historia, construyéndose además el colegio de Veterinaria (actual Parlamento de Galicia), el colegio de Sordomudos (sede de la Junta de Galicia) y la Facultad de Medicina. Otro gran proyecto fue la Residencia Universitaria, realizada en la década de 1930. En definitiva, se trata de un período de expansión en el que mejoran los equipamientos y se regionalizan los estudios, buscando una mejor adaptación a la realidad gallega.
Otra característica que trajo consigo el siglo XX fue el inicio de las relaciones con instituciones de enseñanza universitaria extranjeras, en un primer momento fundamentalmente portuguesas, así como el acceso de la mujer a las aulas (curso 1913-1914). Además se incrementa de forma notable el volumen de libros de la institución, con nuevas y destacadas donaciones, como la de la biblioteca América.
En esta progresión, el levantamiento militar contra el gobierno de la república y el estallido de la guerra civil le dieron un nuevo sentido al camino que estaba trazando la universidad compostelana. Los golpistas dominaron la ciudad, depuraron la universidad imponiendo un nuevo rector y normas como las de rezar antes y después de cada clase. Pero la oposición antifranquista en Santiago provenía justamente de los intelectuales y de los estudiantes y no de los movimientos obreros, tal y como había sucedido en La Coruña, Vigo o Ferrol, por citar algunos ejemplos.
En las últimas décadas, ya segregadas las universidades de La Coruña y Vigo, la USC continuó su crecimiento hasta contar a finales de los años 1990 con más de 45 000 estudiantes. En la actualidad, entre sus dos campus de Santiago y Lugo, los universitarios disponen de cerca de treinta centros, cerca de ochenta departamentos y más de sesenta titulaciones, además de numerosas instalaciones como los institutos de investigación, residencias universitarias, instalaciones deportivas o culturales, bibliotecas, etc. Después de más de cinco siglos, la Universidad de Santiago de Compostela sigue mirando con decisión al futuro, respetando su pasado, pero promoviendo cada día nuevas iniciativas, poniendo el conocimiento y su liderazgo al servicio de la sociedad a la que se debe.

## Administración y organización

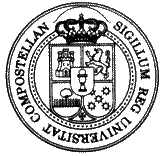
Escudo de la Universidad de Santiago de Compostela.

La USC es una Universidad Pública financiada por el Ministerio de Educación y la Consejería de Educación, Cultura y Ordenación Universitaria de la Junta de Galicia. Cuenta con más de 28 facultades y centros docentes, 75 departamentos y más de 2100 profesores e investigadores. Oferta más de 50 titulaciones de grado, licenciatura y diplomatura, y más de 110 programas de máster y doctorado. La suma total de estudiantes de todos los niveles se acerca a los 30 000. Participando en uno de los más grandes proyectos de intercambio cultural, la USC forma parte del Programa Erasmus, alojando a más de 1000 estudiantes de todos los continentes cada año en sus instalaciones, permitiéndoles vivir a la experiencia de residir en un país extranjero.

### Gobierno
- La USC está gobernada por dos cuerpos: el Consejo de Dirección y los Órganos de Gobierno Colegiados.
- El Consejo de Dirección está formado por el rector, actualmente Antonio López, la Secretaría General, el Gerente, y varias vicerrectorías: Investigación e Innovación, Oferta Docente y EEES, Economía y Financiamiento, Campus de Lugo, Comunidad Universitaria y Compromiso Social, Cultura, Política Internacional, y otras.
- Los Órganos de Gobierno son el Claustro Universitario (con representación estudiantil y del profesorado), el Consejo de Gobierno, y el Consejo Social.
- Además, cada facultad tiene sus propios órganos de gobierno, cuyo representante es la figura del decano.

## En la cultura popular
Como núcleo de la intelectualidad gallega, e incluso de la de todo el noroeste de la península ibérica, durante buena parte de sus más de cinco siglos de historia, la USC fue vivero de numerosos escritores, y a la vez escenario de sus obras. La más conocida de ellas es sin duda La casa de la Troya, novela publicada en 1915 por Alejandro Pérez Lugín, que conoció numerosas adaptaciones al cine y a la televisión a lo largo del siglo XX. En el año 2001 se estrenó la película Bellas Durmientes, basada en el relato La casa de las bellas durmientes del japonés Yasunari Kawabata: está protagonizada por el actor británico Clive Arrindell, que da vida a un profesor que acude a impartir un curso en la Universidad de Santiago. Más recientemente, la Facultad de Física y el Campus Vida de Santiago de Compostela son también escenarios de la novela Viento del Sol, publicada en el 2015 por Camilo P. Iglesias, aunque la USC se transmuta en este caso en una ficticia Universidad de Galicia.

## Facultades y escuelas[2]
La USC tiene facultades y escuelas en Santiago de Compostela y en Lugo.

### Campus de Santiago
- Campus Norte y Campus Histórico. Existe un proyecto de crear un campus unitario para las Humanidades y Ciencias Sociales renombrado bajo el nombre Campus da Cidadanía,[4] pero todavía no está en funcionamiento.
  - Facultad de Ciencias de la Comunicación
  - Facultad de Ciencias de la Educación
  - Facultad de Ciencias Económicas y Empresariales
  - Facultad de Enfermería
  - Facultad de Filología
  - Facultad de Filosofía
  - Facultad de Geografía e Historia
  - Facultad de Medicina y Odontología
  - Facultad de Óptica y Optometría
- Campus Vida (Sur, ciencias experimentales y de la naturaleza)
  - Facultad de Biología
  - Facultad de Ciencias de la Educación (Pedagoxía)
  - Facultad de Ciencias Políticas y Sociales
  - Facultad de Derecho
  - Facultad de Farmacia
  - Facultad de Física
  - Facultad de Matemáticas
  - Facultad de Psicología
  - Facultad de Química
  - Facultad de Relaciones Laborales
  - Escuela Técnica Superior de Ingeniería
- Centros adscritos y vinculados
  - Escuela Universitaria de Trabajo Social
  - Escuela de Altos Estudios Musicales de Galicia
  - Centro Superior de Hostelería de Galicia

### Campus de Lugo - Campus Terra
- Facultad de Administración y Dirección de Empresas
- Facultad de Ciencias
- Facultad de Formación del Profesorado
- Facultad de Humanidades
- Facultad de Veterinaria
- Escuela Politécnica Superior
- Escuela Universitaria de Enfermería (adscrita y vinculada)
- Escuela Universitaria de Relaciones Laborales (adscrita y vinculada)

### Otros Centros
- Centro Internacional de Estudios de Doctorado y Avanzados de la USC (CIEDUS)
- Centro de Estudios Propios
- Escuela de Práctica Jurídica

## Servicios[5]

### Servicios de Apoyo a la Docencia y a la Investigación
- Área de Valorización, Transferencia y Emprendimiento (AVTE/OTRI)
- Archivo de la Universidad de Santiago de Compostela
- Biblioteca Universitaria (BUSC)
- Centro de Estudios y Documentación Europeos de la USC (CEDE)
- Centro de Lenguas Modernas (CLM)
- Centro de Tecnologías para el aprendizaje (CeTA)
- Complejo Hospitalario Universitario de Santiago (CHUS)
- Estación Científica del Courel
- Estación de Biología Marina de "A Graña"
- Estación Hidrobiológica "Encoro do Con"
- Herbario SANT
- Hospital Clínico Veterinario Rof Codina
- Laboratorio de Caracterización Energética y Meteorológica (LACEM)
- Museo de Historia Natural
- Observatorio Astronómico "Ramón Mª Aller"
- Oficina de Investigación y Tecnología (OIT)
- Red de Aulas de Informática (RAI)
- Red de Infraestructuras de Apoyo a la Investigación y al Desarrollo Tecnológico (RIAIDT) 
  - Resonancia Magnética
  - Rayos X
  - Microscopía Electrónica y Confocal
  - Espectrometría de Masas y Proteómica
  - Análisis Elemental
  - IR-RAMAN
  - Magnetosusceptibilidad
  - Criogenia
  - Apoyo Analítico
  - Experimentación Animal
  - Arqueometría
  - Soplado de Vidrio y Cuarzo
  - Secuenciación y Genómica Funcional
  - Evaluación de Actividades Farmacológicas de Compuestos Químicos
  - Sistemas de Información Territorial (SIT)
  - Laboratorio de Radiofísica
  - Ingeniería de la Madera Estructural
  - Área de Radioisótopos y Protección Radiológica
- Servicio de Medios Audiovisuales (SERVIMAV)
- Servicio de Publicaciones e Intercambio Científico
- Servicio Técnico de Instrumentación Científica
- Unidad de tabaquismo y trastornos adictivos

### Servicios a la Comunidad Universitaria
- Área de Calidad y Mejora de los Procedimientos
- Área de Cultura
  - Coro Universitario
  - Orquesta de Espacio de Cámara
  - Espacio de Danza
  - Grupo de Creación Sonora (Lugo)
  - Aula de Teatro
  - Canal Campus - LAB
- Área de Gestión de Infraestructuras
- Área de Orientación Laboral y Empleo
- Área de Tecnologías de la Información y de las Comunicaciones (ATIC)
- Casa de Europa
- Cafeterías y Comedores
- Defensor de la Comunidad Universitaria
- Escuela Infantil "Breogán"
- Fonoteca
- Gabinete de Comunicación
- Imprenta Universitaria
- Observatorio del Código Ético
- Oficina de Desarrollo Sostenible (ODS)
- Oficina de Igualdad de Género (OIX)
- Oficina de Información Universitaria (OIU)
- Oficina Web
- Parque Móvil
- Programa “A Ponte entre o Ensino Medio e a USC”
- Servicio de Correos
- Servicio de Deportes
- Servicio de Normalización Lingüística
- Servicio de Optometría
- Servicio de Participación e Integración Universitaria (SEPIU)
- Servicio de Prevención de Riesgos 
  - Área de ergonomía y psicosociología
  - Área de higiene
  - Área de seguridad
  - Servicio de protección radiológica
  - Servicio de vigilancia de la salud
  - Unidad de gestión de residuos peligrosos
- Servicio de Relaciones Exteriores (SRE) 
  - Unidad de Convenios
- Servicio Universitario de Residencias (SUR)

## Institutos e instalaciones

### Institutos de investigación
- Instituto de la Lengua Gallega (ILG)
- Instituto de Acuicultura
- Instituto de Biodiversidad Agraria y Desarrollo Rural (IBADER)
- Instituto de Cerámica
- Instituto de Ciencias de la Educación (ICE)
- Instituto de Ciencias Forenses "Luís Concheiro" (INCIFOR)
- Instituto de Criminología
- Instituto de Estudios y Desarrollo de Galicia (IDEGA)
- Instituto de Investigación y Análisis Alimentarios
- Instituto de Investigaciones Tecnológicas
- Instituto de Matemáticas
- Instituto Gallego de Física de Altas Energías

### Centros Singulares de investigación
- Centro de Investigación en Química Biológica y Materiales Moleculares (CiQUS)
- Centro de Investigación en Medicina Molecular y Enfermedades Crónicas (CiMUS)
- Centro de Investigación en Tecnologías Inteligentes (CiTIUS)

### Centros Propios de investigación
- Centro de Estudios Cooperativos (CECOOP)
- Centro de Estudios de Historia de la Ciudad
- Centro de Estudios de Seguridad (CESEG)
- Centro de Estudios del Sahara Occidental (CESO)
- Centro de Estudios e Investigaciones Turísticas (CETUR)
- Centro de Estudios Fílmicos (CEFILMUS)
- Centro de Investigación de Procesos y Prácticas Culturales Emergentes (CIPPCE)
- Centro Integral de Análisis y Resolución de Conflictos (CIARCUS)
- Centro Interdisciplinario de Estudios Americanistas "Gumersindo Busto"
- Centro Interdisciplinario de Investigaciones Feministas y de Estudios de Género (CIFEX)
- Centro de Responsabilidad Social, Gobierno Corporativo y Protección del investidor (CERGI)

### Instalaciones culturales
Campus de Compostela:
- Auditorio Universitario
- Paraninfo da USC
- Sala Roberto Vidal Bolaño
- Sala Luísa Cuesta
- Fonoteca Universitaria
- Salas de Exposiciones:
  - Colegio de Fonseca
  - Iglesia de la Universidad

Campus de Lugo:
- Casa do Saber
- Sala de exposiciones Isaac Díaz Pardo
- Sala de teatro y danza
- Laboratorio de fotografía